# Pelmatosilpha erythrocephala
Pelmatosilpha erythrocephala är en kackerlacksart som beskrevs av Salazar 2004. Pelmatosilpha erythrocephala ingår i släktet Pelmatosilpha och familjen storkackerlackor.
Artens utbredningsområde är Colombia. Inga underarter finns listade i Catalogue of Life.